# Чайльд-Вильерс, Джордж, 6-й граф Джерси
Джордж Август Фредерик Чайлд Вильерс, 6-й граф Джерси (англ. George Augustus Frederick Child Villiers, 6th Earl of Jersey; 4 апреля 1808 — 24 октября 1859) — английский пэр и политик из семьи Вильерс. Он носил титул учтивости — виконт Вильерс с 1808 по 1859 год.

## Биография
Родился 4 апреля 1808 года в Лондоне. Старший сын Джорджа Чайлда Вильерса, 5-го графа Джерси (1773—1859), и леди Сары Фейн (1785—1867), старшей дочери Джона Фейна, 10-го графа Уэстморленда. Он получил образование в Итонском колледже в колледже Крайст-черч Оксфордского университета.
Виконт Вильерс заседал в Палате общин Великобритании от Рочестера (1830—1831), Майнхеда (1831—1832), Хонитона (1832—1835), Уэймута и Мелком-Реджиса (1837—1842) и Сайренсестера (1844—1852).
Он служил лордом в ожидании герцогини Кембриджской на коронации королевы Виктории в 1838 году.
3 октября 1859 года после смерти своего отца Джордж Август Вильерс унаследовал титулы 6-го графа Джерси (Пэрство Англии), 8-го виконта Грандисона из Лимерика в графстве Литрим (Пэрство Ирландии), 5-го виконта Вильерса из Дартфорда в графстве Кент (Пэрство Англии) и 5-го барона Вильерса из Ху в графстве Кент (Пэрство Англии). Однако новый граф владел титулом только до своей смерти от туберкулеза три недели спустя, в Брайтоне 24 октября 1859 года, и был похоронен в Миддлтон-Стоуни, Оксфордшир.
В сентябре 1865 года леди Джерси вторично вышла замуж за Чарльза Брэндлинга (1834—1894).

## Брак и дети
12 июля 1841 года лорд Джерси женился на Джулии Пил (30 апреля 1821 — 14 августа 1893), дочери премьер-министра сэра Роберта Пила, 2-го баронета, и Джулии Флойд. У супругов было две дочери и трое сыновей:
- Леди Джулия Сара Элис Чайлд Вильерс (1842 — 24 октября 1921)[2][3], в 1861 году она вышла замуж за сэра Джорджа Орби Уомбвелла, 4-го баронета
- Леди Кэролайн Энн Чайлд-Вильерс (1843 — 22 июля 1912)[2][3], в 1872 году она вышла замуж за Уильяма Генри Филипса Дженкинса[8]
- Виктор Альберт Джордж Чайлд-Вильерс, 7-й граф Джерси (20 марта 1845 — 31 мая 1915)[2][3].
- Капитан Достопочтенный Роберт Фредерик Чайлд-Вильерс (1 марта 1847 — 8 апреля 1914)
- Достопочтенный Эдвард Реджинальд Чайлд-Вильерс (18 июня 1849 — 13 ноября 1920).